# ヤンカルロス・マルティネス
ヤンカルロス・マルティネス（Yancarlos Martinez、1992年7月8日 ‐ ）は、ドミニカ共和国・サン・クリストバル出身の陸上競技選手。専門は短距離走。100mと200mとドミニカ共和国記録保持者（10秒14と20秒19）。

## 経歴

### 2013年まで
野球が盛んなドミニカ共和国に生まれたため野球に取り組んでいた。スピードを武器に外野手として活躍し、ロサンゼルス・ドジャースとの契約も目前だったが、2013年に負った右手首の怪我により、21歳にしてプロ野球選手への道は絶たれた。その後、陸上競技に取り組んだ。

### 2014年
6月に初めて100mの公式レースを走り10秒68（-2.0）をマークすると、5ヵ月後の11月には中米カリブ競技大会で国際大会デビューを果たし、男子100m予選と決勝で10秒35（-1.0）と10秒29（+0.9）の自己ベスト（当時）をマークしたが、わずかな差で4位に終わりメダルを逃した（1位2位と0秒02、3位と0秒01差）。しかし、男子4×100mリレーではドミニカ共和国チームのアンカーを務めて2位に貢献し、自身初となる国際大会のメダルを獲得した。

### 2015年
5月9日にヒメナ・レストレポ記念 (GRAND PRIX INTRENACIONAL XIMENA RESTREPO) に出場すると、男子100mにおいてフアン・ヌニェスの持つドミニカ共和国記録に並ぶ10秒16（+1.3）、男子200mにおいてルグエリン・サントスの持つドミニカ共和国記録を0秒18更新する20秒37（-1.9）をマークした。更に7月のパンアメリカン競技大会では、男子100m予選において10秒14（+1.9）、男子200m予選と準決勝において20秒30（+1.9）と20秒22（+1.0）をマークし、自身の持つドミニカ共和国記録を更新した。今大会ではアンカーを務めた男子4×100mリレーも含め、出場した3種目全てでドミニカ共和国新記録を樹立したが、メダルを獲得することはできなかった。8月の北中米カリブ選手権 (en) では、男子200m決勝において自己ベスト（当時20秒22）に迫る20秒28（+1.8）をマークして2位に入り、個人種目では自身初となる主要国際大会メダルを獲得した。世界大会の個人種目初出場となった同月の北京世界選手権では、男子100mは準決勝に進出するには0秒07及ばず予選敗退に終わったが、男子200mでは予選を突破し、この種目ではオリンピックも含めドミニカ共和国勢初のセミファイナリストとなった。

### 2016年
5月のイベロアメリカ選手権 (en) では、男子200m決勝において自身の持つドミニカ共和国記録を0秒03更新する20秒19（+0.3）をマークし、自身初となる主要国際大会タイトルを獲得すると、アンカーを務めた男子4×100mリレーもドミニカ共和国新記録樹立と優勝に貢献して大会2冠を達成した。オリンピックデビューとなった8月のリオデジャネイロオリンピックは男子200mと男子4×100mリレーに出場したが、200mは自己ベスト（20秒19）には程遠い20秒97（-1.5）で予選敗退、アンカーを務めた4×100mリレーは1走のフライングにより予選失格に終わった。

## 自己ベスト
記録欄の（　）内の数字は風速（m/s）で、+は追い風を意味する。
| 種目 | 記録           | 年月日        | 場所             | 備考               |
| 屋外 | 屋外           | 屋外          | 屋外             | 屋外               |
| ---- | -------------- | ------------- | ---------------- | ------------------ |
| 100m | 10秒14 (+1.9)  | 2015年7月21日 | トロント         | ドミニカ共和国記録 |
| 100m | 10秒11w (+2.8) | 2016年4月23日 | サン・ヘルマン   | 追い風参考記録     |
| 200m | 20秒19 (+0.3)  | 2016年5月16日 | リオデジャネイロ | ドミニカ共和国記録 |
| 室内 |                |               |                  |                    |
| 60m  | 6秒78          | 2016年2月6日  | ニューヨーク     |                    |

## 主要大会成績
備考欄の記録は当時のものを含む
| 年   | 大会                        | 場所             | 種目    | 結果     | 記録          | 備考                                                                          |
| ---- | --------------------------- | ---------------- | ------- | -------- | ------------- | ----------------------------------------------------------------------------- |
| 2014 | 中米カリブ競技大会 (en)     | ハラパ           | 100m    | 4位      | 10秒29 (+0.9) | 自己ベスト                                                                    |
| 2014 | 中米カリブ競技大会 (en)     | ハラパ           | 4x100mR | 2位      | 39秒01 (4走)  |                                                                               |
| 2015 | 世界リレー (en)             | ナッソー         | 4x100mR | B決勝3位 | 38秒98 (4走)  | 予選38秒94 (4走)：ドミニカ共和国記録                                          |
| 2015 | パンアメリカン競技大会 (en) | トロント         | 100m    | 準決勝   | 10秒17 (+2.2) | 予選10秒14 (+1.9)：ドミニカ共和国記録                                         |
| 2015 | パンアメリカン競技大会 (en) | トロント         | 200m    | 7位      | 20秒47 (+0.3) | 予選20秒30 (+1.9)：ドミニカ共和国記録 準決勝20秒22 (+1.0)：ドミニカ共和国記録 |
| 2015 | パンアメリカン競技大会 (en) | トロント         | 4x100mR | 5位      | 38秒86 (4走)  | 予選38秒67 (4走)：ドミニカ共和国記録                                          |
| 2015 | 北中米カリブ選手権 (en)     | サンホセ         | 200m    | 2位      | 20秒28 (+1.8) |                                                                               |
| 2015 | 北中米カリブ選手権 (en)     | サンホセ         | 4x100mR | 4位      | 38秒78 (4走)  |                                                                               |
| 2015 | 世界選手権                  | 北京             | 100m    | 予選     | 10秒19 (-0.2) | 全体27位                                                                      |
| 2015 | 世界選手権                  | 北京             | 200m    | 準決勝   | 20秒31 (-0.2) | 全体14位                                                                      |
| 2015 | 世界軍人体育大会 (en)       | 聞慶             | 200m    | 5位      | 20秒88 (+1.7) |                                                                               |
| 2015 | 世界軍人体育大会 (en)       | 聞慶             | 4x100mR | 2位      | 39秒41 (4走)  |                                                                               |
| 2016 | 世界室内選手権              | ポートランド     | 60m     | 予選     | 6秒83         | 全体40位                                                                      |
| 2016 | イベロアメリカ選手権 (en)   | リオデジャネイロ | 200m    | 優勝     | 20秒19 (+0.3) | ドミニカ共和国記録                                                            |
| 2016 | イベロアメリカ選手権 (en)   | リオデジャネイロ | 4x100mR | 優勝     | 38秒52 (4走)  | ドミニカ共和国記録                                                            |
| 2016 | オリンピック                | リオデジャネイロ | 200m    | 予選     | 20秒97 (-1.5) | 全体66位                                                                      |
| 2016 | オリンピック                | リオデジャネイロ | 4x100mR | 予選     | DQ (4走)      | フライング                                                                    |